# Mellanstatlighet
Mellanstatlighet är en form av samarbete stater emellan. Beslut som tas måste vara enhälliga för att börja gälla. Ett alternativ till detta kan vara att besluten inte är bindande utan endast rekommendationer för den enskilda staten.